# Esti Mammo
Esti Mammo é uma modelo israelense.
Nasceu em 1983 numa pequena aldeia chamada Chila na Etiópia, de uma tradicional família judaica etíope (falasha). Na idade de 9 anos ESTI emigrou para Israel com a sua família. 
Ainda adolescente foi fundadora juntamente com  4 meninas falasha (judeus negros) o grupo de dança chamado Mango que semi-profissional na liderança clubes em Israel e até mesmo em Londres, representando Israel na famosa Nottinghill festival. 
Descoberta em menos de 18 anos, começou uma carreira de modelagem para se tornar uma das principais modelos Judias. 
De 2004 em diante começou a trabalhar na Europa e trabalho por várias marcas internacionais. 